# Friedrich Heinrich Christian Schwarz

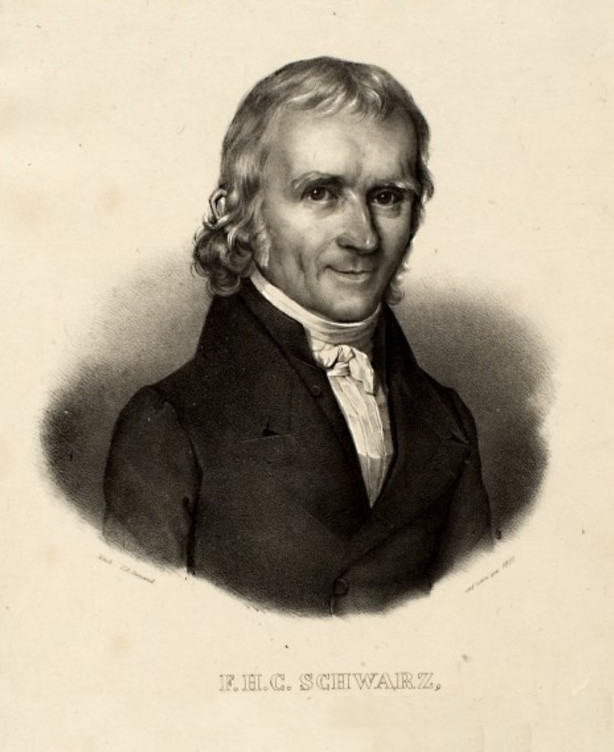
Friedrich Heinrich Christian Schwarz, Lithographie von Conrad LʹAllemand

Friedrich Heinrich Christian Schwarz (* 20. Mai 1766 in Gießen; † 3. April 1837 in Heidelberg) war ein deutscher Theologe und Pädagoge.

## Wirken
Nach dem Studium der Theologie in Gießen war er zuerst als Hilfsprediger in Alsfeld tätig und übernahm 1790 die Pfarrei in Dexbach, wo er auch eine private Lehranstalt einrichtete. 1804 wurde er als ordentlicher Professor an die Ruprecht-Karls-Universität Heidelberg berufen, wo er 1807 das „Philologisch-Pädagogische Seminarium“ mit Georg Friedrich Creuzer begründete. Spätere Rufe an die Universitäten Greifswald, Bonn und Berlin lehnte er ab. In Berlin war ihm immerhin der Lehrstuhl Friedrich Schleiermachers nach dessen Tod angetragen worden.
Von 1811 bis 1812 sowie von 1820 bis 1821 war er Prorektor der Universität; dazu wurde er zum Geheimen Kirchenrat ernannt.

### Privatschule
1804 richtete er im Schloß Kislau eine Privatschule ein die durch M.Holdermann und W.Wittmer nach Grundsätzen Pestalozzis geführt wurde. Bekanntester Schüler war wohl Franz Josef Mone. Die Schule bestand wohl bis 1811.

## Werke (Auswahl)
- Einrichtung des Pädagogischen Seminariums auf der Universität Heidelberg. Heidelberg 1807.

- Erziehungslehre:
- Bd. 1. Die Bestimmung des Menschen in Briefen an erziehende Frauen. Leipzig 1802;
- Bd. 2. Das Kind oder Entwicklung und Bildung des Kindes von seiner Entstehung bis zum vierten Jahre. Leipzig 1804;
- Bd. 3.1 und Bd. 3.2 Die Erziehung als Unterrichtsgeschäft. Leipzig 1808;
- Bd. 4 Geschichte der Erziehung nach ihrem Zusammenhang unter den Völkern von ältesten Zeiten her bis auf die neueste. Leipzig 1813;
- Erziehungslehre 2. Auflage in drei Bänden. Leipzig 1829.
- Die Schulen: die verschiedenen Arten der Schulen, ihre inneren u. äusseren Verhältnisse u. ihre Bestimmung in d. Entwicklungsgange d. Menschheit ; zur Vollständigkeit d. Erziehungslehre. Leipzig 1832.

- Das Leben in seiner Blüte, oder Sittlichkeit, Christenthum u. Erziehung in ihrer Einheit. Schluß der Erziehungslehre. Leipzig 1837. (Digitalisat)
- Briefe, das Erziehungs- und Predigergeschäft betreffend, an einen studierenden Freund Gießen 1796 Digitalisat